# FCAPS
FCAPS는 네트워크 관리를 위한 ISO 통신 관리망 모델이자 프레임워크이다. FCAPS는 고장, 구성, 회계, 성능, 보안(fault, configuration, accounting, performance, security)의 준말이다. 청구를 하지 않는 조직에서 "회계"는 "관리"(adimistration)로 대체하기도 한다.

## 역사
1980년대 초, FCAPS라는 용어가 개방형 시스템 간 상호 접속 시스템 관리 개요(OSI SMO) 표준인 ISO 10040의 최초 워킹 드래프트 (N1719)에 도입되었다. 당시 의도는 5개의 구별된 프로토콜 표준을 기능별로 정의하는 것이었다.
초기 경험에 따르면 이 프로토콜들은 매우 유사하기 때문에 이 프로토콜들의 개발을 책임지는 ISO 워킹 그룹(ISO/TC97/SC16/WG4, 나중에는 ISO-IEC/JTC1/SC21/WG4으로 이름이 변경됨)은 대신 5개의 전 분야에 대해 하나의 프로토콜을 만들기로 결정하였다. 이 프로토콜은 CMIP(common management information protocol)로 불린다. 1990년대 통신 관리망(TMN)의 작업 중 일부로서 ITU-T는 더 나아가 FCAPS를 TMN 관리 기능 권고안(M.3400)의 일부로 다듬었다. FCAPS의 개념은 네트워크 관리 기능을 교육하는 데 유용한 것으로 밝혀졌다. 이로써 대부분의 교과서는 FCAPS를 설명하는 구문으로 시작하게 된다.

## 모델의 5가지 기능
OSI 네트워크 관리 모델은 5가지 기능을 분류하며 이를 FCAPS 모델로도 부른다.
FCAPS 및 ISO (FAB) 모델
| FCAPS         | FAB         |
| ------------- | ----------- |
| Fault         | Assurance   |
| Configuration | Fulfillment |
| Accounting    | Billing     |
| Performance   | Assurance   |
| Security      | Fulfillment |

## 네트워크 관리국
네트워크 관리 모델 용어로서 네트워크 관리국(network management station, NMS)은 호스트, 게이트웨이, 터미널 서버 등의 네트워크 요소(NE)들을 감시하고 통제하는 네트워크 관리 애플리케이션(NMA)를 실행하는 주체이다. 이 네트워크 요소들은 관리 에이전트(management agent, MA)를 사용하여 네트워크 관리국이 요청한 네트워크 관리 기능들을 수행한다. 간이 망 관리 프로토콜(SNMP)을 사용하여 네트워크 관리국들과 네트워크 요소 안의 에이전트들 간의 관리 정보를 통신한다. NMS는 RFC 1157 "A Simple Network Management Protocol"에 기술되어 있다.
NMS는 모든 망에 FCAPS 기능을 제공한다. FCAPS: Fault, Configuration, Accounting, Performance, Security는 ISO 모델에 의해 정의되는 분류들이다.

## 내용주
- Cisco Internetworking Technology Handbook 보관됨 2015-09-06 - 웨이백 머신
- ISO/IEC 7498-4: Information processing systems -- Open Systems Interconnection -- Basic Reference Model -- Part 4: Management framework

## 같이 보기
- 네트워크 관리 시스템